# Idutywa collaris
Idutywa collaris är en skalbaggsart som beskrevs av Hermann Burmeister 1844. Idutywa collaris ingår i släktet Idutywa och familjen Melolonthidae. Inga underarter finns listade i Catalogue of Life.